# Stabæk Fotball 2013
Questa voce raccoglie le informazioni riguardanti lo Stabæk Fotball nelle competizioni ufficiali della stagione 2013.

## Stagione
Lo Stabæk chiuse la stagione al 2º posto in classifica, conquistando la promozione nell'Eliteserien. A seguito della retrocessione dell'anno precedente, fu confermato Petter Belsvik nella veste di allenatore: Belsvik fu elogiato dalla società sul finire della stagione, poiché l'obiettivo dello Stabæk per il campionato era quello di classificarsi nei primi sei posti, posizione già ampiamente raggiunta. L'avventura nella Coppa di Norvegia 2013 terminò al quarto turno, con l'eliminazione per mano dello Start.
I calciatori più utilizzati in stagione furono Mandé Sayouba e Mads Stokkelien, con 34 presenze ciascuno (30 in campionato e 4 in coppa). Stokkelien fu anche il miglior marcatore stagionale, con 22 reti (17 in campionato, 5 in coppa).

## Maglie e sponsor
Lo sponsor tecnico per la stagione 2013 fu Adidas, mentre gli sponsor ufficiali fu SpareBank 1. La divisa casalinga era composta da una maglietta a strisce costituite da due tonalità diverse di blu. La divisa da trasferta fu invece totalmente bianca.
| Casa | Trasferta |

## Rosa
| N. |                           | Ruolo | Calciatore          |
| -- | ------------------------- | ----- | ------------------- |
| 1  | Costa d'Avorio (bandiera) | P     | Mandé Sayouba       |
| 2  | Danimarca (bandiera)      | D     | Timmi Johansen      |
| 3  | Danimarca (bandiera)      | D     | Thor Lange          |
| 4  | Norvegia (bandiera)       | D     | Nicolai Næss        |
| 5  | Norvegia (bandiera)       | D     | Jørgen Hammer       |
| 6  | Norvegia (bandiera)       | A     | Fredrik Brustad     |
| 7  | Norvegia (bandiera)       | C     | Martin Andresen     |
| 8  | Norvegia (bandiera)       | C     | Stian Sortevik      |
| 9  | Norvegia (bandiera)       | A     | Chuma Anene         |
| 10 | Libano (bandiera)         | C     | Adnan Haidar        |
| 11 | Costa d'Avorio (bandiera) | A     | Franck Boli         |
| 12 | Norvegia (bandiera)       | P     | Simen Omholt-Jensen |
| 13 | Norvegia (bandiera)       | C     | Bjarte Haugsdal     |

| N. |                           | Ruolo | Calciatore       |
| -- | ------------------------- | ----- | ---------------- |
| 14 | Norvegia (bandiera)       | C     | Herman Stengel   |
| 15 | Finlandia (bandiera)      | D     | Ville Jalasto    |
| 16 | Norvegia (bandiera)       | C     | Morten Thorsby   |
| 18 | Norvegia (bandiera)       | A     | Mads Stokkelien  |
| 19 | Norvegia (bandiera)       | A     | Marco Hjorth     |
| 21 | Norvegia (bandiera)       | C     | Daniel Granli    |
| 22 | Svezia (bandiera)         | P     | Jonathan Rasheed |
| 25 | Norvegia (bandiera)       | D     | Erik Benjaminsen |
| 26 | Norvegia (bandiera)       | D     | Sander Nordeide  |
| 27 | Norvegia (bandiera)       | C     | Eirik Haugstad   |
| 28 | Costa d'Avorio (bandiera) | C     | Luc Kassi        |
| 81 | Norvegia (bandiera)       | A     | Anders Trondsen  |

## Calciomercato

### Sessione invernale(dal 01/01 al 31/03)
| Acquisti | Acquisti         | Acquisti  | Acquisti   |
| R.       | Nome             | da        | Modalità   |
| -------- | ---------------- | --------- | ---------- |
| P        | Jonathan Rasheed |           | svincolato |
| D        | Timmi Johansen   | Odense    | definitivo |
| D        | Nicolai Næss     | Vålerenga | definitivo |
| C        | Martin Andresen  |           | svincolato |

| Cessioni | Cessioni                | Cessioni  | Cessioni      |
| R.       | Nome                    | a         | Modalità      |
| -------- | ----------------------- | --------- | ------------- |
| P        | Jan Kjell Larsen        |           | svincolato    |
| D        | Sean Cunningham         | Molde     | fine prestito |
| D        | Bjarni Ólafur Eiríksson | Valur     | definitivo    |
| D        | Elfar Freyr Helgason    | Randers   | definitivo    |
| D        | Kim André Hunstad       | Kjelsås   | fine prestito |
| C        | David Hanssen           |           | ritiro        |
| C        | Christer Kleiven        | Odd       | definitivo    |
| A        | Torstein Andersen Aase  |           | svincolato    |
| A        | Veigar Páll Gunnarsson  | Stjarnan  | definitivo    |
| A        | Abdurahim Laajab        | Vålerenga | fine prestito |

### Sessione estiva(dal 15/07 al 10/08)
| Acquisti | Acquisti    | Acquisti  | Acquisti |
| R.       | Nome        | da        | Modalità |
| -------- | ----------- | --------- | -------- |
| A        | Chuma Anene | Vålerenga | prestito |

| Cessioni | Cessioni | Cessioni | Cessioni |
| R.       | Nome     | a        | Modalità |
| -------- | -------- | -------- | -------- |

## Risultati

### 1. divisjon

#### Girone di andata
| Arbitro: | Steen (Bergen) |

|                   |           |                      |
| Dahle 22’ Lie 64’ | Marcatori | 61’ Boli 90’ Brustad |

| Bærum 13 aprile 2013, ore 15:30 2ª giornata | Stabæk | 0 – 0 referto | Kristiansund | Nadderud Stadion (3.221 spett.)\| Arbitro: \| Gya \| |
| Arbitro:                                    | Gya    |               |              |                                                      |

| Arbitro: | Steen |

|                                     |           |                         |
| Ellingsen 45’ Johannesen 72’ (rig.) | Marcatori | 35’ Stokkelien 67’ Boli |

| Arbitro: | Tennøy |

|             |           |  |
| Aursnes 51’ | Marcatori |  |

| Arbitro: | Toppe |

|                        |           |                 |
| Johansen 38’ Kassi 75’ | Marcatori | 52’, 53’ Tveita |

| Arbitro: | Gjermshus |

|                     |           |                                 |
| Azemi 4’ Tveter 11’ | Marcatori | 26’ Stokkelien 42’, 71’ Brustad |

| Arbitro: | Ahlsen |

|                       |           |  |
| Trondsen 49’ Boli 61’ | Marcatori |  |

| Arbitro: | Gya |

|                                           |           |  |
| Standerholen 10’ Anier 59’, 62’ Stene 61’ | Marcatori |  |

| Arbitro: | Steen |

|                       |           |  |
| Stokkelien 90’ (rig.) | Marcatori |  |

| Arbitro: | Borgersen (Oslo) |

|                                     |           |                                           |
| Brekke 10’, 47’ Bråtebæk 76’ (rig.) | Marcatori | 19’ Trondsen 34’, 54’ Boli 89’ Stokkelien |

| Bærum 9 giugno 2013, ore 18:00 11ª giornata                                              | Stabæk    | 4 – 1 referto | Ranheim | Nadderud Stadion |
| \| \| \| \| \| Brustad 17’ Sortevik 28’ Boli 63’ Trondsen 81’ \| Marcatori \| 69’ Aas \| |           |               |         |                  |
|                                                                                          |           |               |         |                  |
| Brustad 17’ Sortevik 28’ Boli 63’ Trondsen 81’                                           | Marcatori | 69’ Aas       |         |                  |

| Arbitro: | Steen |

|                   |           |             |
| Johansen 19’, 62’ | Marcatori | 21’ Brustad |

| Arbitro: | Borgersen (Oslo) |

|                        |           |             |
| Haugsdal 21’ Kassi 25’ | Marcatori | 83’ Achrifi |

| Sandefjord 30 giugno 2013, ore 18:00 14ª giornata | Sandefjord       | 0 – 0 referto | Stabæk | Komplett.no Arena (2.436 spett.)\| Arbitro: \| Borgersen (Oslo) \| |
| Arbitro:                                          | Borgersen (Oslo) |               |        |                                                                    |

| Arbitro: | Tennøy |

|                |           |          |
| Stokkelien 43’ | Marcatori | 8’ Elvis |

#### Girone di ritorno
| Arbitro: | Hansen |

|           |           |                            |
| Mendy 74’ | Marcatori | 12’ (rig.), 82’ Stokkelien |

| Arbitro: | Borgersen (Oslo) |

|              |           |                                                             |
| Haugsdal 42’ | Marcatori | 7’ Bekkevold 36’ Dahle 52’ Aalmen 72’ Adebahr 85’ Gundersen |

| Arbitro: | Hansen |

|                             |           |                                    |
| Tokstad 50’ Moen Hansen 74’ | Marcatori | 32’ Kassi 36’ Anene 43’ Stokkelien |

| Arbitro: | Kringstad |

|                            |           |           |
| Stokkelien 23’ Brustad 81’ | Marcatori | 75’ Stene |

| Arbitro: | Tennøy |

|                          |           |               |
| Kassi 21’ Stokkelien 79’ | Marcatori | 11’ Magnussen |

| Bryne 2 settembre 2013, ore 19:00 21ª giornata                    | Bryne     | 1 – 2 referto       | Stabæk | Bryne Stadion (1.496 spett.) |
| \| \| \| \| \| Skartun 25’ \| Marcatori \| 10’, 46’ Stokkelien \| |           |                     |        |                              |
|                                                                   |           |                     |        |                              |
| Skartun 25’                                                       | Marcatori | 10’, 46’ Stokkelien |        |                              |

| Arbitro: | Toppe |

|                       |           |             |
| Anene 17’ Brustad 38’ | Marcatori | 41’ Mjønner |

| Arbitro: | Gjermshus |

|                                  |           |  |
| Giæver 11’ (rig.) Dos Santos 30’ | Marcatori |  |

| Arbitro: | Hagenes |

|                                    |           |           |
| Anene 39’ Stokkelien 66’ Kassi 82’ | Marcatori | 77’ Solum |

| Arbitro: | Rafiq (Oslo) |

|              |           |                |
| Diomande 68’ | Marcatori | 88’ Stokkelien |

| Arbitro: | Ahlsen |

|                                                     |           |          |
| Amankwah 32’ (aut.) Jalasto 80’ Anene 88’ Kassi 90’ | Marcatori | 43’ Brix |

| Arbitro: | Moen |

|                              |           |  |
| Kapidzic 28’, 56’ Stølås 37’ | Marcatori |  |

| Arbitro: | Hagenes |

|                               |           |                       |
| Stokkelien 20’, 79’ Kassi 31’ | Marcatori | 24’, 44’, 88’ Eriksen |

| Arbitro: | Gjermshus |

|         |           |            |
| Aas 18’ | Marcatori | 69’ Granli |

| Arbitro: | Toppe |

|                |           |              |
| Stokkelien 57’ | Marcatori | 68’ Valentin |

### Coppa di Norvegia
| Arbitro: | Nyberg |

|  |           |                                        |
|  | Marcatori | 54’, 56’, 65’ Stokkelien 74’, 89’ Boli |

| Kjelsås 1º maggio 2013, ore 18:00 Secondo turno                                                                 | Kjelsås   | 3 – 4 referto                                    | Stabæk | Grefsen Kunstgress (503 spett.) |
| \| \| \| \| \| Aoudia 40’, 84’ Akinyemi 64’ \| Marcatori \| 46’ Stengel 52’ Sortevik 53’ Boli 68’ Stokkelien \| |           |                                                  |        |                                 |
| |           |                                                  |        |                                 |
| Aoudia 40’, 84’ Akinyemi 64’                                                                                    | Marcatori | 46’ Stengel 52’ Sortevik 53’ Boli 68’ Stokkelien |        |                                 |

| Arbitro: | Sandmoen (Kjelsås) |

|                                 |           |             |
| Brustad 56’, 64’ Stokkelien 90’ | Marcatori | 35’ Solberg |

| Arbitro: | Moen (Haugesund) |

|                               |           |             |
| Acosta 32’ Jalasto 60’ (aut.) | Marcatori | 37’ Brustad |

## Statistiche

### Statistiche di squadra
| Competizione      | Punti | In casa | In casa | In casa | In casa | In casa | In casa | In trasferta | In trasferta | In trasferta | In trasferta | In trasferta | In trasferta | Totale | Totale | Totale | Totale | Totale | Totale | DR  |
| Competizione      | Punti | G       | V       | N       | P       | Gf      | Gs      | G            | V            | N            | P            | Gf           | Gs           | G      | V      | N      | P      | Gf     | Gs     | DR  |
| ----------------- | ----- | ------- | ------- | ------- | ------- | ------- | ------- | ------------ | ------------ | ------------ | ------------ | ------------ | ------------ | ------ | ------ | ------ | ------ | ------ | ------ | --- |
| 1. divisjon       | 52    | 15      | 9       | 5       | 1       | 30      | 19      | 15           | 5            | 5            | 5            | 21           | 27           | 30     | 14     | 10     | 6      | 51     | 46     | +5  |
| Coppa di Norvegia | -     | 1       | 1       | 0       | 0       | 3       | 1       | 3            | 2            | 0            | 1            | 10           | 5            | 4      | 3      | 0      | 1      | 13     | 6      | +7  |
| Totale            | -     | 16      | 10      | 5       | 1       | 33      | 20      | 18           | 7            | 5            | 6            | 31           | 32           | 34     | 17     | 10     | 7      | 64     | 52     | +12 |

### Statistiche dei giocatori
| Giocatore        | 1. divisjon | 1. divisjon | 1. divisjon | 1. divisjon | Coppa di Norvegia | Coppa di Norvegia | Coppa di Norvegia | Coppa di Norvegia | Coppe europee | Coppe europee | Coppe europee | Coppe europee | Altre coppe | Altre coppe | Altre coppe | Altre coppe | Totale   | Totale | Totale      | Totale     |
| Giocatore        | Presenze    | Reti        | Ammonizioni | Espulsioni  | Presenze          | Reti              | Ammonizioni       | Espulsioni        | Presenze      | Reti          | Ammonizioni   | Espulsioni    | Presenze    | Reti        | Ammonizioni | Espulsioni  | Presenze | Reti   | Ammonizioni | Espulsioni |
| ---------------- | ----------- | ----------- | ----------- | ----------- | ----------------- | ----------------- | ----------------- | ----------------- | ------------- | ------------- | ------------- | ------------- | ----------- | ----------- | ----------- | ----------- | -------- | ------ | ----------- | ---------- |
| M. Andresen      | 1           | 0           | 0           | 0           | 0                 | 0                 | 0                 | 0                 | ?             | ?             | ?             | ?             | ?           | ?           | ?           | ?           | 1+       | 0+     | 0+          | 0+         |
| C. Anene         | 12          | 4           | 0           | 0           | 0                 | 0                 | 0                 | 0                 | ?             | ?             | ?             | ?             | ?           | ?           | ?           | ?           | 12+      | 4+     | 0+          | 0+         |
| E. Benjaminsen   | 0           | 0           | 0           | 0           | 0                 | 0                 | 0                 | 0                 | ?             | ?             | ?             | ?             | ?           | ?           | ?           | ?           | 0+       | 0+     | 0+          | 0+         |
| F. Boli          | 26          | 6           | 3           | 0           | 4                 | 3                 | 0                 | 0                 | ?             | ?             | ?             | ?             | ?           | ?           | ?           | ?           | 30+      | 9+     | 3+          | 0+         |
| F. Brustad       | 26          | 7           | 1           | 0           | 3                 | 3                 | 0                 | 0                 | ?             | ?             | ?             | ?             | ?           | ?           | ?           | ?           | 29+      | 10+    | 1+          | 0+         |
| D. Granli        | 16          | 1           | 0           | 0           | 2                 | 0                 | 0                 | 0                 | ?             | ?             | ?             | ?             | ?           | ?           | ?           | ?           | 18+      | 1+     | 0+          | 0+         |
| A. Haidar        | 19          | 0           | 0           | 0           | 1                 | 0                 | 0                 | 0                 | ?             | ?             | ?             | ?             | ?           | ?           | ?           | ?           | 20+      | 0+     | 0+          | 0+         |
| J. Hammer        | 24          | 0           | 1           | 1           | 2                 | 0                 | 0                 | 0                 | ?             | ?             | ?             | ?             | ?           | ?           | ?           | ?           | 26+      | 0+     | 1+          | 1+         |
| B. Haugsdal      | 24          | 2           | 0           | 0           | 4                 | 0                 | 0                 | 0                 | ?             | ?             | ?             | ?             | ?           | ?           | ?           | ?           | 28+      | 2+     | 0+          | 0+         |
| E. Haugstad      | 2           | 0           | 0           | 0           | 1                 | 0                 | 0                 | 0                 | ?             | ?             | ?             | ?             | ?           | ?           | ?           | ?           | 3+       | 0+     | 0+          | 0+         |
| M. Hjorth        | 3           | 0           | 0           | 0           | 1                 | 0                 | 0                 | 0                 | ?             | ?             | ?             | ?             | ?           | ?           | ?           | ?           | 4+       | 0+     | 0+          | 0+         |
| V. Jalasto       | 28          | 1           | 5           | 0           | 4                 | 0                 | 0                 | 0                 | ?             | ?             | ?             | ?             | ?           | ?           | ?           | ?           | 32+      | 1+     | 5+          | 0+         |
| T. Johansen      | 28          | 1           | 4           | 0           | 4                 | 0                 | 0                 | 0                 | ?             | ?             | ?             | ?             | ?           | ?           | ?           | ?           | 32+      | 1+     | 4+          | 0+         |
| L. Kassi         | 26          | 7           | 1           | 0           | 2                 | 0                 | 0                 | 0                 | ?             | ?             | ?             | ?             | ?           | ?           | ?           | ?           | 28+      | 7+     | 1+          | 0+         |
| T. Lange         | 6           | 0           | 0           | 0           | 1                 | 0                 | 0                 | 0                 | ?             | ?             | ?             | ?             | ?           | ?           | ?           | ?           | 7+       | 0+     | 0+          | 0+         |
| N. Næss          | 21          | 0           | 2           | 1           | 3                 | 0                 | 0                 | 0                 | ?             | ?             | ?             | ?             | ?           | ?           | ?           | ?           | 24+      | 0+     | 2+          | 1+         |
| S. Nordeide      | 0           | 0           | 0           | 0           | 0                 | 0                 | 0                 | 0                 | ?             | ?             | ?             | ?             | ?           | ?           | ?           | ?           | 0+       | 0+     | 0+          | 0+         |
| S. Omholt-Jensen | 0           | 0           | 0           | 0           | 0                 | 0                 | 0                 | 0                 | ?             | ?             | ?             | ?             | ?           | ?           | ?           | ?           | 0+       | 0+     | 0+          | 0+         |
| J. Rasheed       | 0           | 0           | 0           | 0           | 0                 | 0                 | 0                 | 0                 | ?             | ?             | ?             | ?             | ?           | ?           | ?           | ?           | 0+       | 0+     | 0+          | 0+         |
| M. Sayouba       | 30          | 0           | 1           | 0           | 4                 | 0                 | 0                 | 0                 | ?             | ?             | ?             | ?             | ?           | ?           | ?           | ?           | 34+      | 0+     | 1+          | 0+         |
| S. Sortevik      | 25          | 1           | 0           | 1           | 4                 | 1                 | 0                 | 0                 | ?             | ?             | ?             | ?             | ?           | ?           | ?           | ?           | 29+      | 2+     | 0+          | 1+         |
| H. Stengel       | 29          | 0           | 5           | 0           | 4                 | 1                 | 1                 | 0                 | ?             | ?             | ?             | ?             | ?           | ?           | ?           | ?           | 33+      | 1+     | 6+          | 0+         |
| M. Stokkelien    | 30          | 17          | 0           | 0           | 4                 | 5                 | 0                 | 0                 | ?             | ?             | ?             | ?             | ?           | ?           | ?           | ?           | 34+      | 22+    | 0+          | 0+         |
| M. Thorsby       | 4           | 0           | 0           | 0           | 0                 | 0                 | 0                 | 0                 | ?             | ?             | ?             | ?             | ?           | ?           | ?           | ?           | 4+       | 0+     | 0+          | 0+         |
| A. Trondsen      | 26          | 3           | 6           | 0           | 4                 | 0                 | 1                 | 0                 | ?             | ?             | ?             | ?             | ?           | ?           | ?           | ?           | 30+      | 3+     | 7+          | 0+         |